# Gewöhnliche Kreuzblume
Die Gewöhnliche Kreuzblume (Polygala vulgaris), auch Gemeine Kreuzblume, Gewöhnliches Kreuzblümchen oder Wiesen-Kreuzblume genannt, ist eine Pflanzenart aus der Gattung Kreuzblumen (Polygala) innerhalb der Familie der Kreuzblumengewächse (Polygalaceae).

## Beschreibung

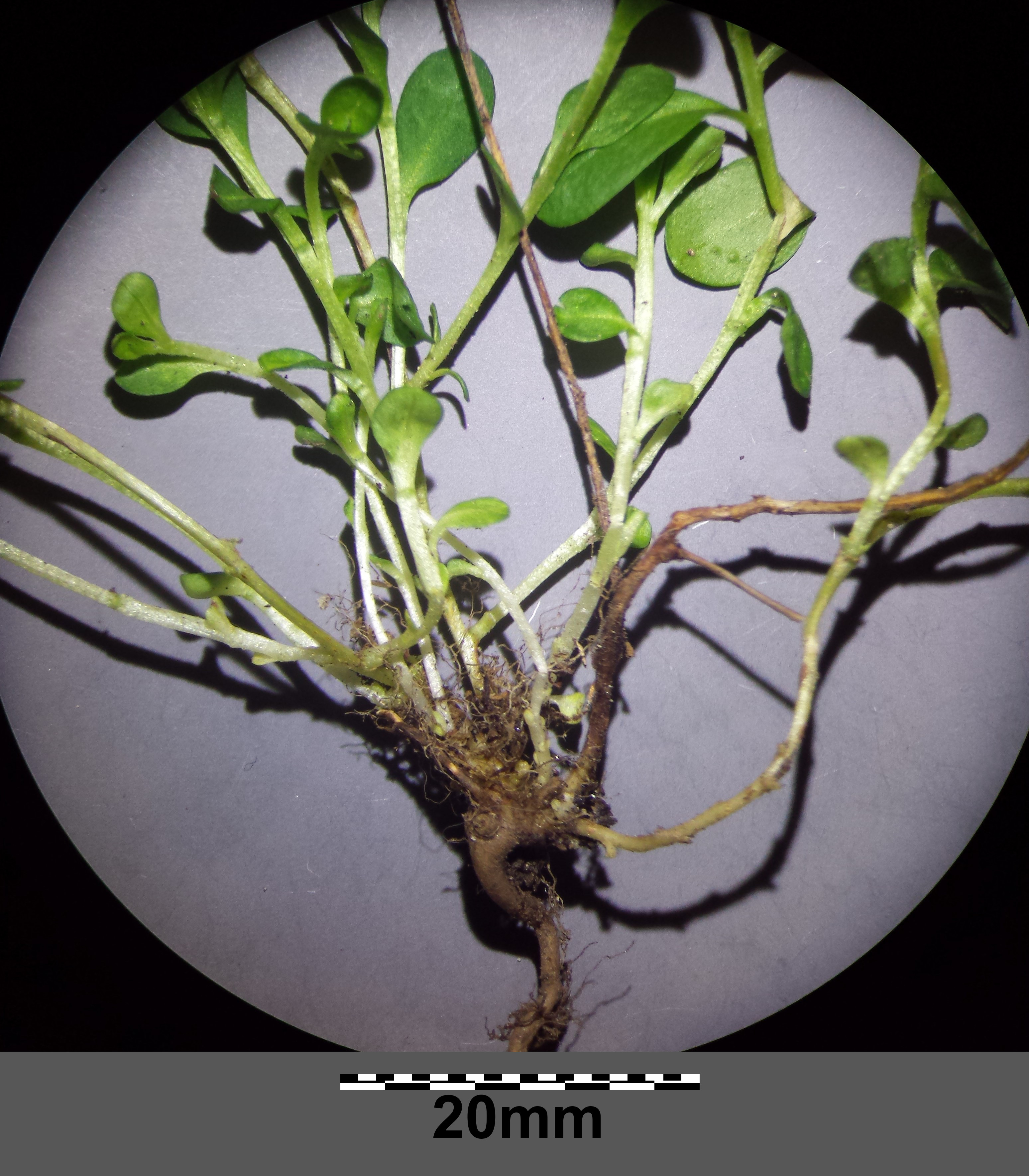
Unterirdische und oberirdische Pflanzenteil mit Stängelgrund

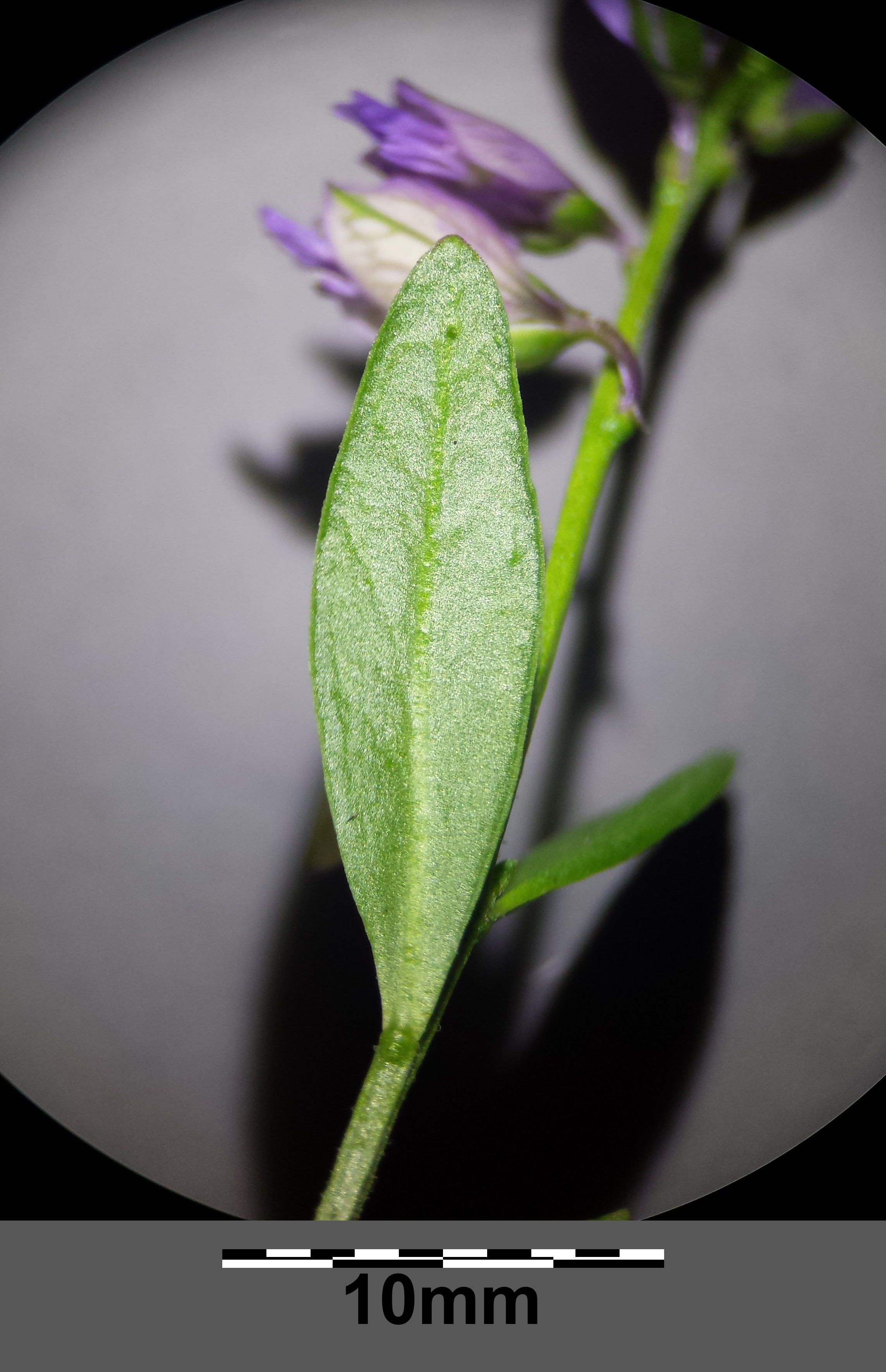
Laubblatt

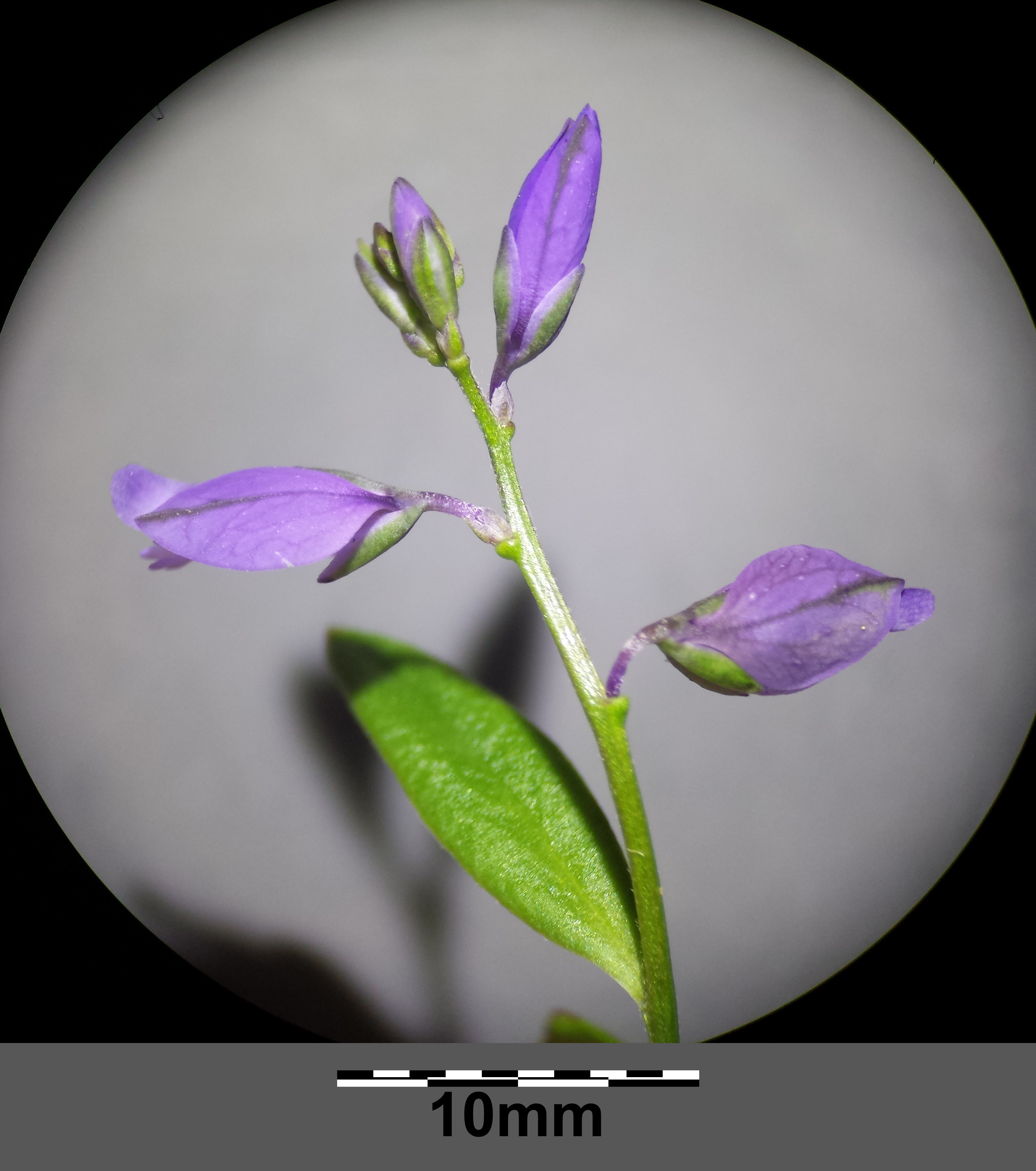
Blütenstand

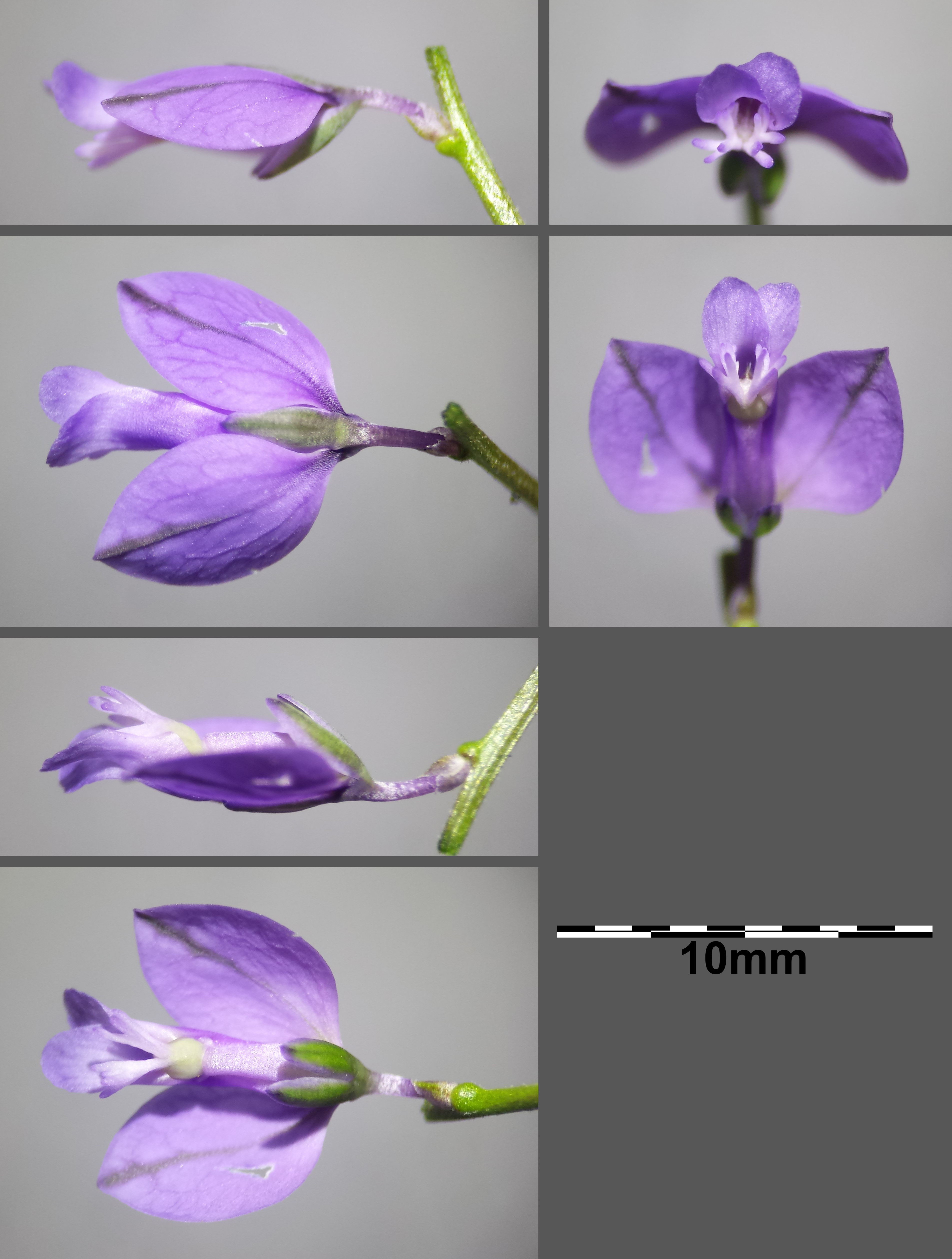
Blüte

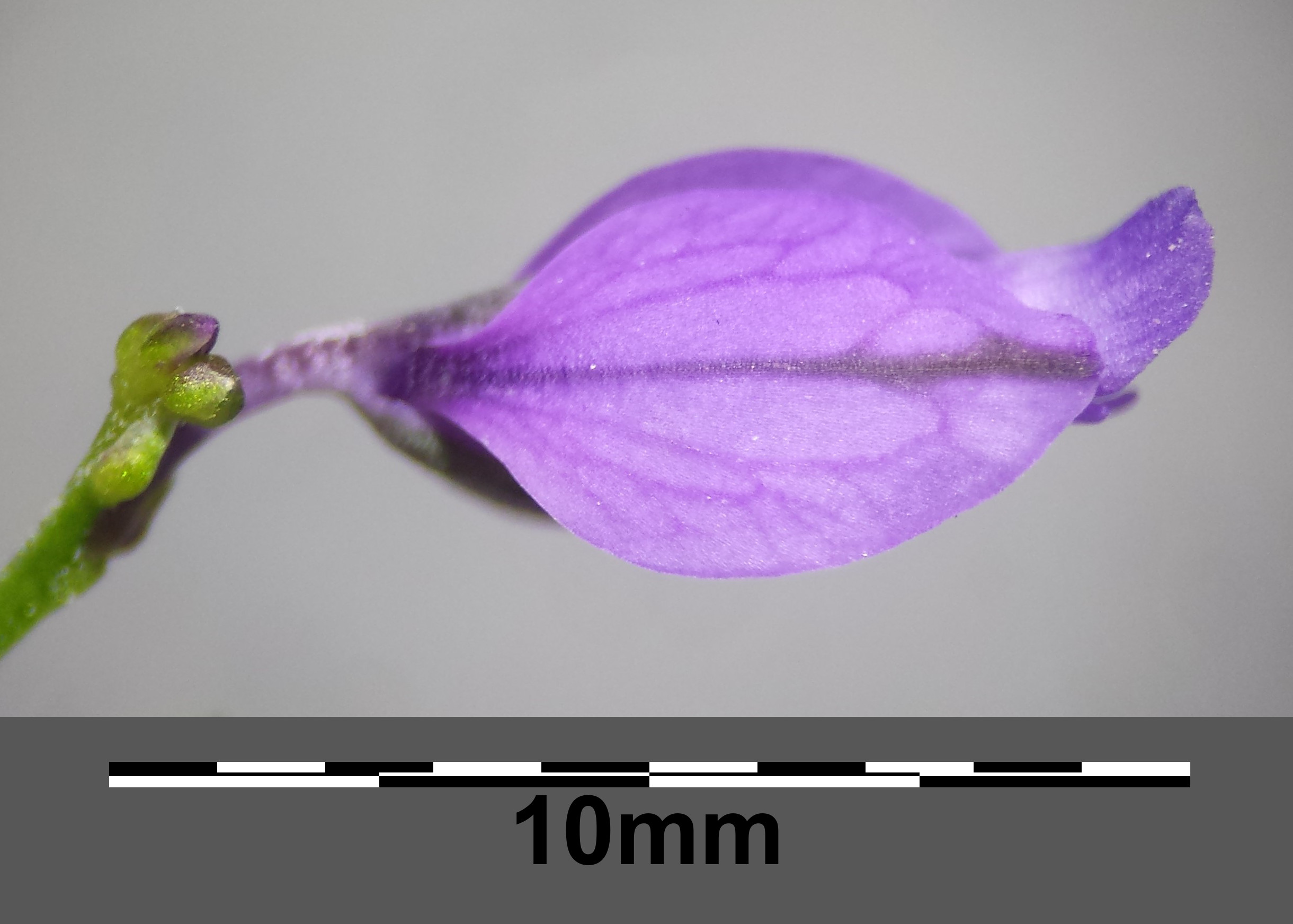
Flügel

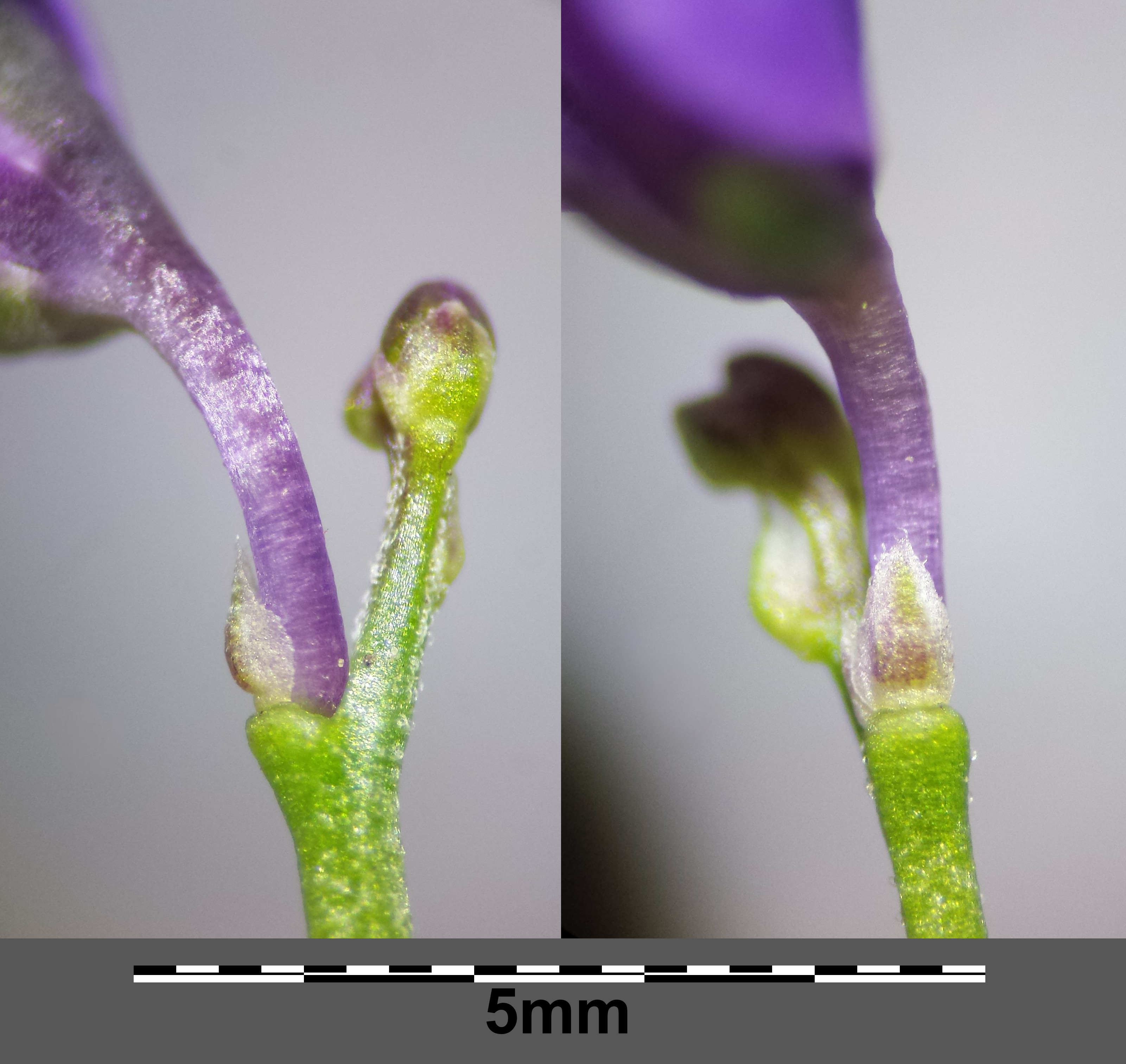
Blütenstiel und Deckblatt

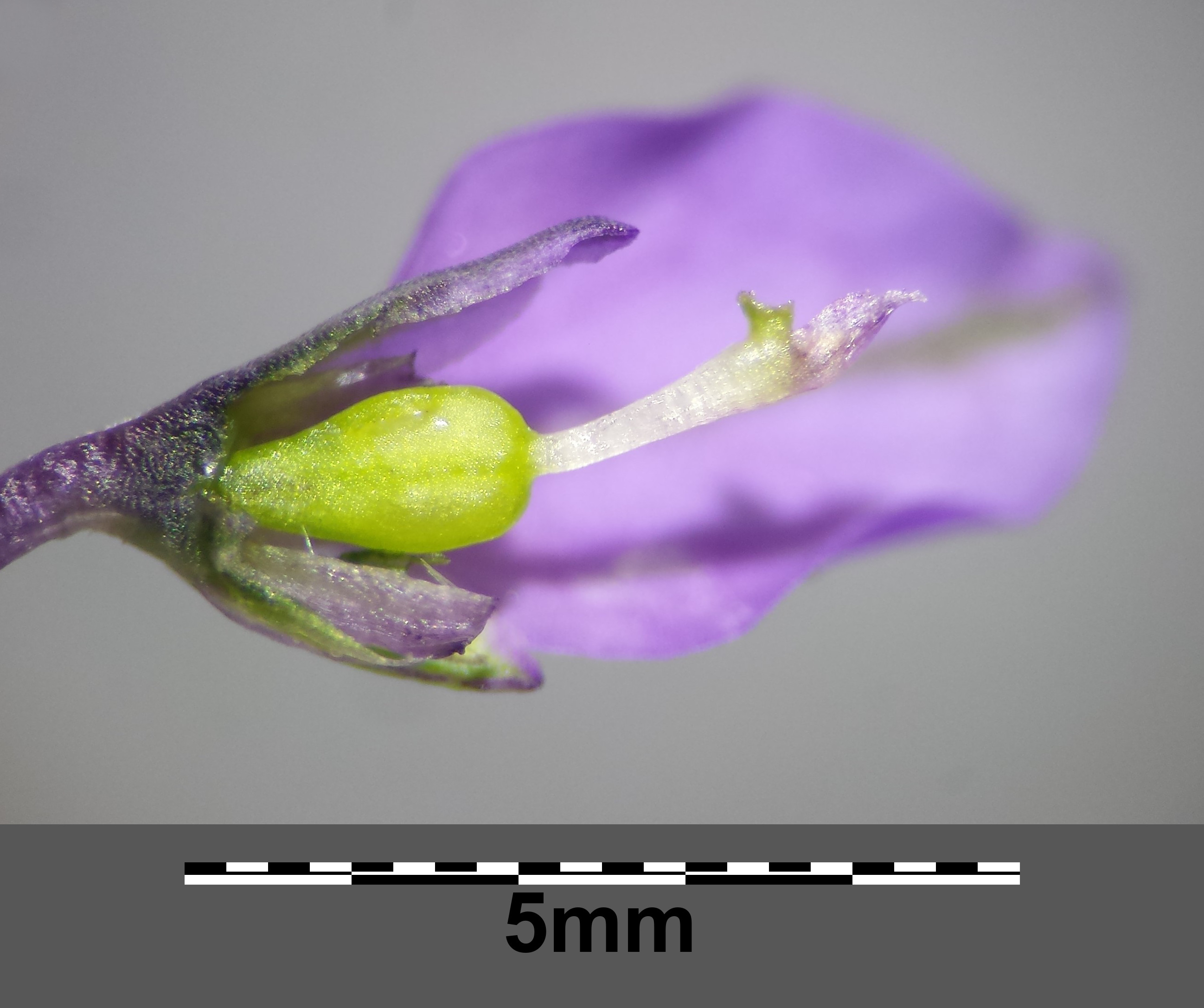
Fruchtknoten und Griffel

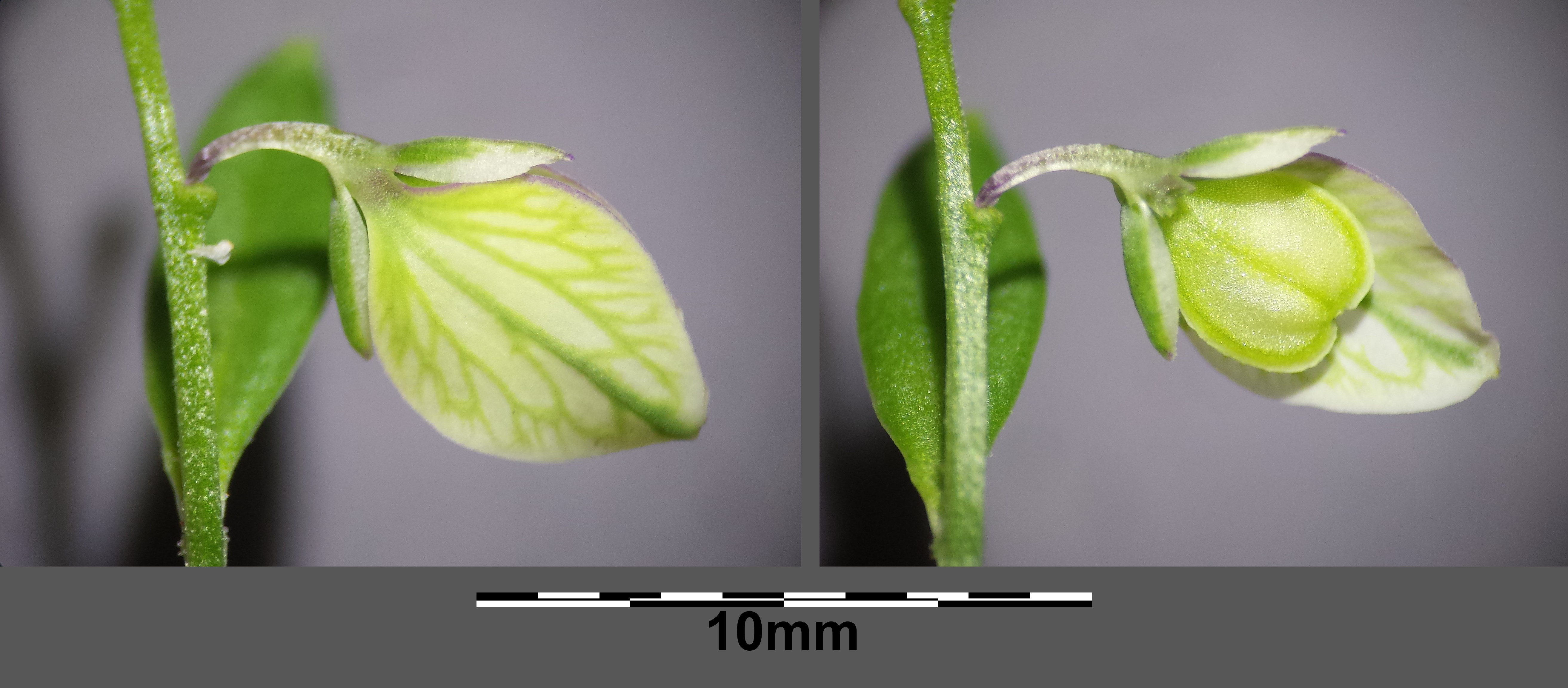
Frucht, rechts vorderer Flügel entfernt

### Vegetative Merkmale
Die Gewöhnliche Kreuzblume ist eine mehrjährige krautige Pflanze, die Wuchshöhen von nur 5 bis 25 Zentimetern erreicht. Die Stängel sind meist aufrecht. Untere Laubblätter kommen bisweilen gehäuft vor, sie bilden jedoch keine Blattrosette aus. Die oberen Stängelblätter sind etwas größer als die unteren und gleichgestaltig. Sie stehen stets wechselständig am Stängel.

### Generative Merkmale
Die Tragblätter sind nicht behaart und sind nicht länger als die Blütenstiele. In einem traubigen Blütenstand sind meist mehr als zehn Blüten dicht angeordnet. Die Blütenknospen überragen das obere Ende des Blütenstands nicht.
Die zwittrigen Blüten sind zygomorph. Von den insgesamt fünf Kelchblättern sind die beiden großen seitlichen wie Kronblätter gefärbt und hüllen fast die ganze Blüte ein; sie werden als „Flügel“ bezeichnet. Das große untere gefranste Kronblatt wird Schiffchen genannt. Die Kronblätter sind 5 bis 10 Millimeter lang. Die Farbe der Blütenkrone variiert zwischen blau und violett, nur selten können auch purpurfarbene Formen vorkommen. Innerhalb der Blüte auf der Oberseite besitzt die Kreuzblume eine zweiklappige Tasche, die die acht Staubblätter und den Fruchtknoten umschließt. Die Flügel sind 6 bis 9 Millimeter lang sowie 3 bis 5 Millimeter breit und überragen den Fruchtknoten nur wenig; sie sind am oberen Ende gerundet und besitzen 6 bis 20 Netzmaschen. Das Schiffchen hat vorne ein kleines zerschlitztes viellappiges Anhängsel. Von den acht Staubblättern sind vier untereinander verwachsen. Zwei Fruchtblätter sind zu einem oberständigen Fruchtknoten verwachsen. Nektar wird durch spezielle Nektardrüsen nur am Grunde der Blüte ausgeschieden. Der Griffel ist genauso lang wie der Fruchtknoten und endet löffelartig. Daran sind die Staubblätter ringartig angeordnet. Die spitze Narbe ist sehr klein und klebrig.
Die zweiklappige Kapselfrucht enthält nur zwei Samen. Die bis 3 Millimeter langen und spezifisch schweren Samen haben einen gezähnten Arillus (Samenmantel).

### Chromosomensatz
Die Chromosomenzahl beträgt 2n = 68.

## Ökologie und Phänologie
Die Gewöhnliche Kreuzblume ist ein Hemikryptophyt, überdauert also über der Erde und eine Schaftpflanze, d. h., sie hat zur Blütezeit keine Blattrosette.
Blütenökologisch handelt es sich um kleine, homogame „Schmetterlingsblumen (Schiffchenblumen)“. Das Schiffchen soll den Insekten als Anflugplatz dienen und die Bestäubung vereinfachen. Das größere untere Kronblatt, das „Schiffchen“, dient den Insekten als Anflugsstange. Der Griffel endet in einer löffelartigen Bildung, in die die an der Spitze mit einem Loch aufspringenden Staubbeutel den Pollen entleeren. Unterhalb davon befindet sich die Narbe als ein klebriger, zu einer Spitze ausgezogener Vorsprung. Nektar wird durch spezielle Nektardrüsen nur am Grunde der Blüte ausgeschieden, weswegen die Kreuzblume auch nur von relativ langrüsseligen Insekten wie Bienen und Schmetterlingen bestäubt werden kann. Die Bestäuber erreichen ihr Ziel dadurch, dass sie ihren Rüssel zwischen den beiden Klappen sowie am „Pollenlöffel“ und an der Narbe vorbei hindurchschieben. Dort streifen sie den mitgebrachten Pollen ab und beschmieren gleichzeitig ihren Rüssel mit der Klebmasse, an der dann beim Zurückziehen des Rüssels neuer Pollen hängen bleibt.; dadurch soll Fremdbestäubung gesichert werden; jedoch ist zum Teil infolge von Schließbewegungen der Blüte auch spontane Selbstbestäubung häufig.
Die Gewöhnliche Kreuzblume ist ein Windstreuer. Es liegt auch Zufallsverbreitung und Ameisenverbreitung vor. Die Samen unterliegen der Zufallsausbreitung oder der Ausbreitung durch verschiedene Ameisen, z. B. durch die Rote Waldameise (Formica rufa).
Die Blütezeit reicht von Mai bis August. Die Fruchtreife erstreckt sich von Juli bis November.

## Vorkommen
Die Gewöhnliche Kreuzblume ist in Europa und in der Türkei weitverbreitet. Es gibt Fundortangaben für die Azoren, Portugal, Spanien, die Balearen, Frankreich, Korsika, Sardinien, Sizilien, Italien, die Schweiz, Österreich, Deutschland, Irland, Großbritannien, Belgien, Luxemburg, die Niederlande, Dänemark, Norwegen, Schweden, Finnland, Estland, Lettland, Litauen, Polen, Tschechien, Russland, die Ukraine, Moldawien, Ungarn, die Slowakei, Slowenien, Kroatien, Serbien, Bosnien und Herzegowina, Montenegro, Bulgarien, Rumänien, Albanien, Griechenland und die Türkei.

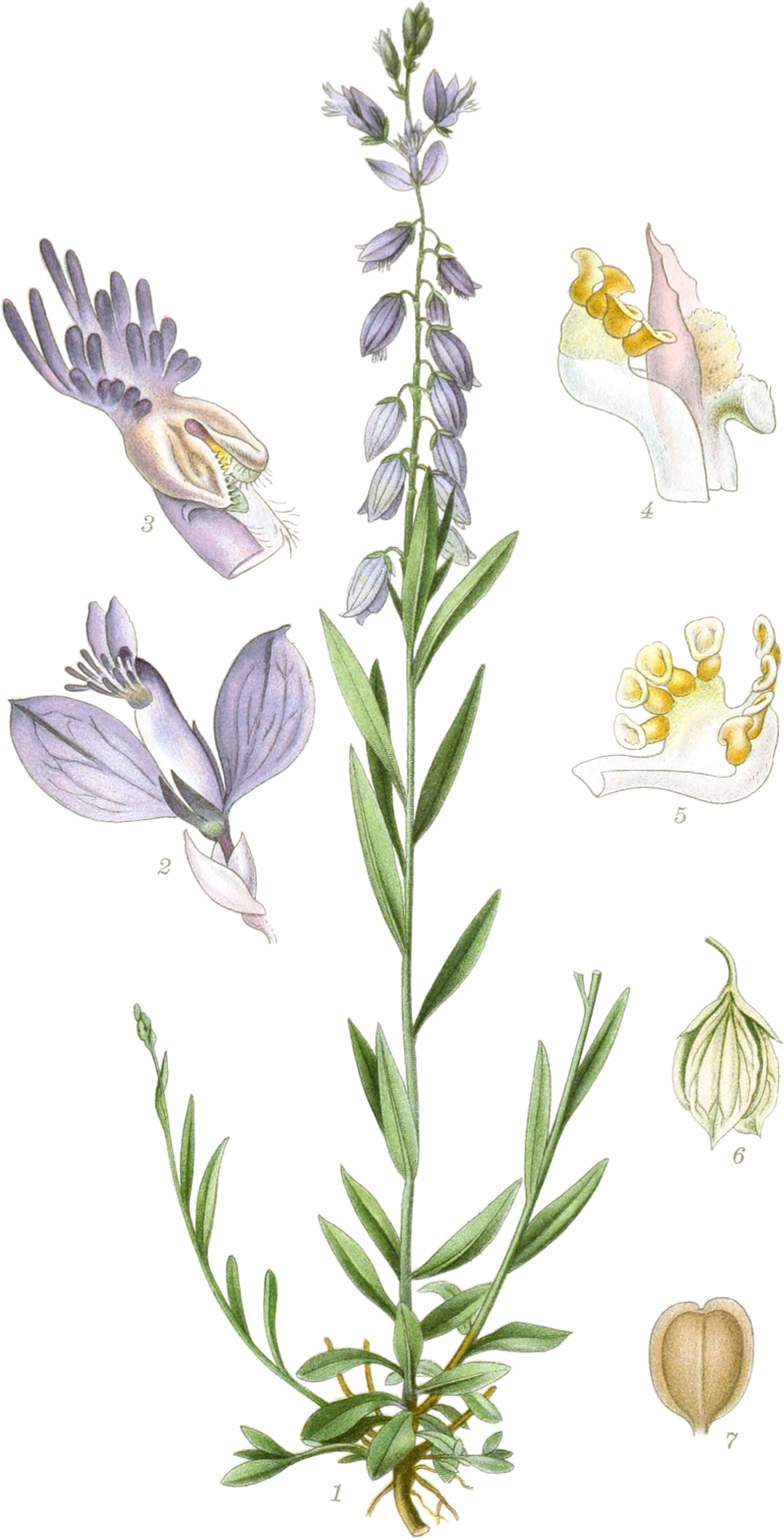
Illustration aus Billeder af nordens flora

In Deutschland kommt die Gewöhnliche Kreuzblume in den südlichen Bundesländern zerstreut vor, in den nördlichen Bundesländern selten vor; in Brandenburg, Mecklenburg-Vorpommern, Schleswig-Holstein, Hamburg, Bremen steht sie auf der Roten Liste, in Sachsen auf der Vorwarnliste.
Die Gewöhnliche Kreuzblume gedeiht in Mitteleuropa in lichten Kiefernwäldern, auf wechseltrockenen Wiesen, in Küstendünen, in Zwergstrauchheiden und auf Silikatmagerrasen. Nicht selten wurde sie auch an Wegrändern beobachtet. Sie kommt in Pflanzengesellschaften der Verbände Violion caninae, Mesobromion und der Ordnungen Arrhenatheretalia und Molinietalia vor. Sie steigt am Stilfser Joch bis in eine Höhenlage von 2188 Metern auf.

## Systematik
Die Erstveröffentlichung von Polygala vulgaris erfolgte 1753 durch Carl von Linné in Species Plantarum, Tomus II, S. 702. Das Artepitheton vulgaris bedeutet „gewöhnlich“.

### Unterarten (Auswahl)

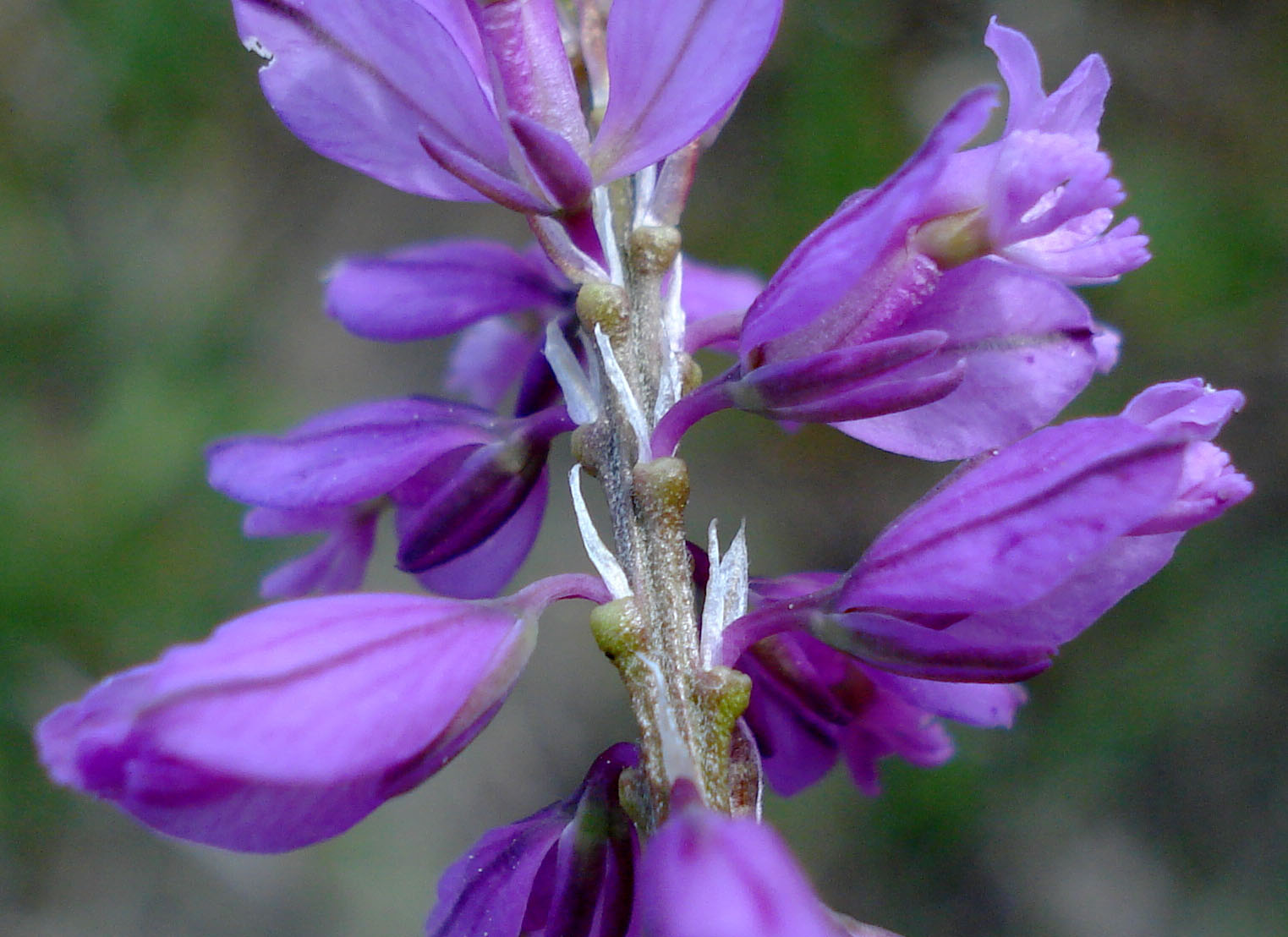
Polygala vulgaris subsp. vulgaris (Details)
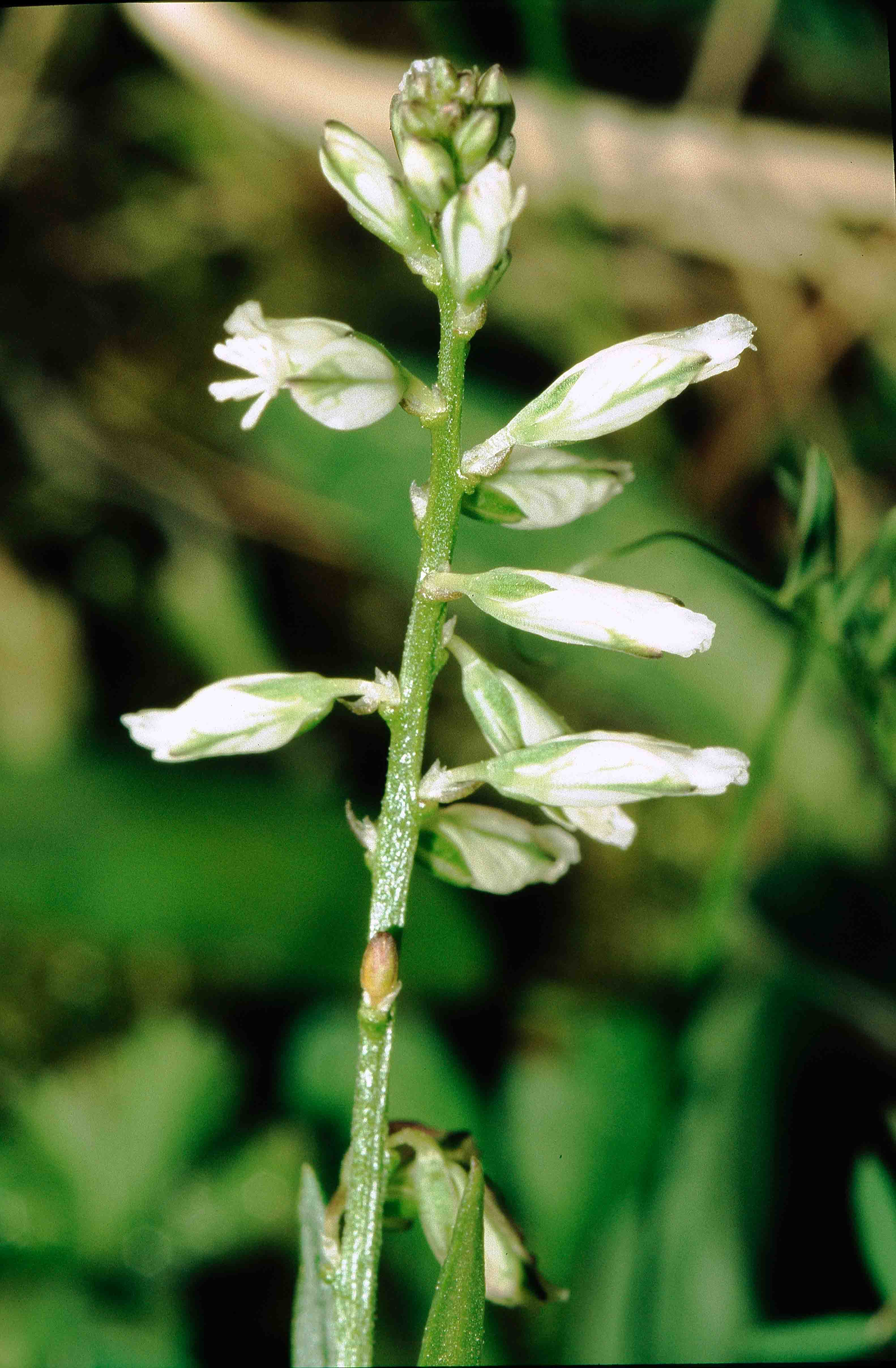
Polygala vulgaris subsp. oxyptera

Beispielsweise in Deutschland gibt je es nach Autor etwa drei Unterarten:
- Polygala vulgaris subsp. vulgaris: Sie besitzt blaue oder selten violette Blüten, ist meist mehrstänglig, die oberen Stängelblätter sind etwas größer als die unteren und hat am Grund genagelte Flügel, die etwa so breit wie die Kapselfrucht werden. Die ökologischen Zeigerwerte nach Landolt et al. 2010 sind in der Schweiz für diese Unterart: Feuchtezahl F = 2w+ (mäßig trocken aber stark wechselnd), Lichtzahl L = 4 (hell), Reaktionszahl R = 2 (sauer), Temperaturzahl T = 3+ (unter-montan und ober-kollin), Nährstoffzahl N = 2 (nährstoffarm), Kontinentalitätszahl K = 4 (subkontinental).[4]
- Polygala vulgaris subsp. oxyptera (Rchb.) Schübl. & G.Martens: Sie besitzt in der Regel grünlichweiße, seltener blassblaue Blüten, ist wenigstänglig, wächst meist aufrecht, die oberen Stängelblätter sind kaum größer als die unteren, der eher zugespitzte, 6 bis 7,5 mm lange, lanzettliche Flügel kann 4 bis 20 Netzmaschen aufweisen und das Anhängsel des Schiffchens hat oft 8 bis 16 Fransen. Zudem ist der Blütenstand eher locker. Diese Unterart „meidet“ außerdem Kalkböden.
- Polygala vulgaris subsp. collina (Rchb.) Borbás: Sie kommt anders als der Name vermuten lässt nur selten in Gebirgen vor und ist meist in Sanddünen der Küsten zu finden. Es ist der subsp. oxyptera sehr ähnlich, wächst aber meist niederliegend. Es ist wenigstänglig, der nur etwa 4 bis 6 mm lange, elliptisch-verkehrteiförmige Flügel kann 4 bis 20 Netzmaschen aufweisen und das Anhängsel des Schiffchens hat oft 8 bis 16 Fransen. Die Grundblätter sind oft klein und fast schuppenartig. Der Blütenstand ist dicht und armblütig.

## Belege
1. 1 2  
Erich Oberdorfer: Pflanzensoziologische Exkursionsflora für Deutschland und angrenzende Gebiete. Unter Mitarbeit von Angelika Schwabe und Theo Müller. 8., stark überarbeitete und ergänzte Auflage. Eugen Ulmer, Stuttgart (Hohenheim) 2001, ISBN 3-8001-3131-5, S. 642.
2. 1 2 3  
E. von Raab-Straube (2018): Polygalaceae. Datenblatt Polygala vulgaris In: Euro+Med Plantbase - the information resource for Euro-Mediterranean plant diversity.
3. ↑  
Gustav Hegi: Illustrierte Flora von Mitteleuropa. Pteridophyta, Spermatophyta. 2. Auflage. Band V. Teil 1: Angiospermae: Dicotyledones 3 (1) (Linaceae – Violaceae). Carl Hanser bzw. Paul Parey, München bzw. Berlin/Hamburg 1966, ISBN 3-489-72021-0, S. 101–104 (unveränderter Nachdruck von 1925 mit Nachtrag).
4. ↑  
Polygala vulgaris L. subsp. vulgaris In: Info Flora, dem nationalen Daten- und Informationszentrum der Schweizer Flora. Abgerufen am 13. Oktober 2022.